# 二环路 (成都市)
成都二环路是成都市的一条快速路环线，串联起多条放射状道路，二环路全线上架高架路，其上设置了快速公交专用车道，供二环路快速公交使用。

## 历史
- 1986年，二环路东半环（成都站至牛市口）与改扩建的一环路同步开通；
- 1993年，二环路全线通车，为双向四车道；[1]
- 2006年，二环路进行改造，包括增加车道、立交桥建设等；
- 2013年5月28日，二环高架路通车试运行，这是成都市中心城区内首条完整的快速通道[2]。同时开通了快速公交线路K1、K2。

## 公共交通
- 快速公交K1、K2

## 争议
二环高架桥的建成一定程度缓解了目前城区的交通压力，但是高架路的修建对原有植被带的毁坏，也引起了市民的不满，甚至有人质疑此高架路设计的科学性。对道路的扩建加高并不能真正改善城市交通拥堵的状况。